# Hülscheid (Hennef)
Hülscheid ist ein Ortsteil der Stadt Hennef (Sieg) im Rhein-Sieg-Kreis in Nordrhein-Westfalen. 

## Lage
Der Ort liegt in einer Höhe von 210 Metern über N.N. auf dem gleichnamigen Höhenzug des Westerwaldes. Nachbarorte sind Lindscheid im Osten und Kraheck im Westen.

## Geschichte
1910 gab es in Hülscheid die Haushalte Tagelöhner Anton Feld, Fabrikarbeiter Josef Feld und Ackerin Witwe Peter Josef Feld, zwei Ackerer Heinrich Hatterscheid, Ackerer Jodokus Heinrich Knipptasch, die Ackerer Heinrich und Matthias Kümpel sowie Witwe Johann Kümpel, Ackerer Heinrich Nüchel, Verwalter Michael Nüchel, Ackerer Wilhelm Schmahl, Steinbrucharbeiter Wilhelm Schmahl, Ackerer Peter und Wilhelm Schmitz und den Ackerer Wilhelm Weber.
Bis zum 1. August 1969 gehörte Hülscheid zur Gemeinde Uckerath, im Rahmen der kommunalen Neugliederung des Raumes Bonn wurde Uckerath, damit auch der Ort Hülscheid, der damals neuen amtsfreien Gemeinde „Hennef (Sieg)“ zugeordnet.